# Michał Jasiczek
Michał Jasiczek (ur. 13 marca 1994 w Lublinie) – polski narciarz alpejski, specjalizujący się w slalomie oraz slalomie gigancie, olimpijczyk (Soczi 2014, Pjongczang 2018, Pekin 2022).

## Kariera
Uczestnik Igrzysk Olimpijskich w Soczi, gdzie zajął 23. miejsce w konkurencji slalomu.
Brał udział w Mistrzostwach Świata w Schladming w 2013 r.
Uczestnik Mistrzostw Świata Juniorów w Crans Montana w 2011 r. (47. miejsce w konkurencji slalomu), Roccaraso w 2012 r. (30. miejsce w konkurencji slalomu) oraz w Quebec w 2013 r. Na Mistrzostwa Świata Juniorów w 2014 r. w Jasnej zajął 10. miejsce w konkurencji slalomu. Brał również udział w Mistrzostwach Świata Juniorów w Haflejj w 2015 r.
Wielokrotnie brał udział w zawodach Mistrzostw Polski i Mistrzostw Polski Juniorów. Mistrz Polski Juniorów w konkurencji slalomu oraz zdobywca 3 miejsca w Mistrzostwach Polski Juniorów w super kombinacji w 2011 r. Był mistrzem Polski w konkurencji slalomu w 2012 r. oraz wicemistrzem Polski w konkurencji slalomu w 2013 r.  Mistrz Polski w konkurencji slalomu w 2014 r. oraz w 2015 r.
Zajął 3. miejsce w 2012 r. oraz 5. miejsce w 2014 r. w Międzynarodowych Mistrzostwach Słowacji, w konkurencji slalomu.  Dwukrotny wicemistrz w Międzynarodowych Mistrzostwach Iranu w slalomie i slalomie gigancie, w 2013 r. Zajął 2 oraz 4. miejsce w Międzynarodowych Mistrzostwach Bośni i Hercegowiny w konkurencji slalomu, w 2015 r.  Mistrz Kanady w Międzynarodowych Mistrzostwach Kanady w konkurencji slalomu, w 2015 r.

## Osiągnięcia

### Igrzyska olimpijskie
| Miejsce | Dzień     | Rok  | Miejscowość | Konkurencja | Czas biegu | Strata  | Zwycięzca       |
| ------- | --------- | ---- | ----------- | ----------- | ---------- | ------- | --------------- |
| 23      | 22 lutego | 2014 | Soczi       | slalom      | 1:41,84    | + 11,64 | Mario Matt      |
| DNS1    | 18 lutego | 2018 | Pjongczang  | Gigant      | 2:18,04    | +3,80   | Marcel Hirscher |
| DNF2    | 22 lutego | 2018 | Pjongczang  | Slalom      | 1:38,99    | -       | André Myhrer    |
| DNF1    | 13 lutego | 2022 | Pekin       | Gigant      | 2:09,35    | -       | Marco Odermatt  |
| DNF2    | 16 lutego | 2022 | Pekin       | Slalom      | 1:44,09    | -       | Clément Noël    |

### Mistrzostwa świata
| Miejsce | Dzień     | Rok  | Miejscowość  | Konkurencja | Czas biegu | Strata | Zwycięzca       |
| ------- | --------- | ---- | ------------ | ----------- | ---------- | ------ | --------------- |
| DNF1    | 17 lutego | 2013 | Schladming   | Slalom      | 1:51,03    | -      | Marcel Hirscher |
| DNF1    | 19 lutego | 2017 | Sankt Moritz | Slalom      | 1:34,75    | -      | Marcel Hirscher |

### Mistrzostwa świata juniorów
| Miejsce | Dzień       | Rok  | Miejscowość      | Konkurencja | Czas biegu | Strata | Zwycięzca            |
| ------- | ----------- | ---- | ---------------- | ----------- | ---------- | ------ | -------------------- |
| 47.     | 31 stycznia | 2011 | Crans-Montana    | Slalom      | 1:25,54    | +14,40 | Reto Schmidiger      |
| 30.     | 9 marca     | 2012 | Roccaraso        | Slalom      | 1:3844     | +9,78  | Santeri Paloniemi    |
| DNF2    | 26 lutego   | 2013 | Mont-Sainte-Anne | Slalom      | 1:59,40    | -      | Manuel Feller        |
| DNF1    | 4 marca     | 2014 | Jasná            | Gigant      | 2:03,14    | -      | Henrik Kristoffersen |
| 10.     | 5 marca     | 2014 | Jasná            | Slalom      | 1:37,21    | +3,09  | Henrik Kristoffersen |
| DNF2    | 9 marca     | 2015 | Hafjell          | Slalom      | 1:37,55    | –      | Henrik Kristoffersen |

### Uniwersjada
| Miejsce | Dzień     | Rok  | Miejscowość | Konkurencja | Czas biegu | Strata | Zwycięzca      |
| ------- | --------- | ---- | ----------- | ----------- | ---------- | ------ | -------------- |
| 32      | 22 lutego | 2013 | Trydent     | slalom      | 1:39,61    | + 7.52 | Joonas Rasanen |

### Mistrzostwa Polski
| Miejsce | Dzień     | Rok  | Miejscowość | Konkurencja | Czas biegu | Strata | Zwycięzca     |
| ------- | --------- | ---- | ----------- | ----------- | ---------- | ------ | ------------- |
| 2       | 15 marca  | 2012 | Krynica     | slalom      | 1:28.83    | + 0.07 | Ondřej Berndt |
| 2       | 24 marca  | 2013 | Szczyrk     | slalom      | 2:00.95    | + 1.03 | Jakub Ilewicz |
| 1       | 28 lutego | 2015 | Szczyrk     | slalom      | 1:49.09    | -      | -             |

### Mistrzostwa Bośni i Hercegowiny
| Miejsce | Dzień       | Rok  | Miejscowość | Konkurencja | Czas biegu | Strata | Zwycięzca        |
| ------- | ----------- | ---- | ----------- | ----------- | ---------- | ------ | ---------------- |
| 2       | 21 stycznia | 2015 | Bjelasnica  | slalom      | 1:34.35    | + 0.19 | Filip Mlinsek    |
| 4       | 22 stycznia | 2015 | Bjelasnica  | slalom      | 1:36.07    | + 1.97 | Nikoła Czongarow |

### Mistrzostwa Iranu
| Miejsce | Dzień      | Rok  | Miejscowość | Konkurencja   | Czas biegu | Strata | Zwycięzca             |
| ------- | ---------- | ---- | ----------- | ------------- | ---------- | ------ | --------------------- |
| 2       | 31 grudnia | 2012 | Darbandsar  | slalom        | 1:46.88    | + 0.83 | Miha Kurner           |
| 2       | 1 stycznia | 2013 | Darbandsar  | slalom gigant | 2:09.36    | + 0.75 | Porya Saveh Shemshaki |

### Mistrzostwa Kanady
| Miejsce | Dzień    | Rok  | Miejscowość      | Konkurencja | Czas biegu | Strata  | Zwycięzca     |
| ------- | -------- | ---- | ---------------- | ----------- | ---------- | ------- | ------------- |
| 18      | 27 marca | 2010 | Nakiska          | slalom      | 1:42.82    | + 13.28 | Michael Janyk |
| 1       | 28 marca | 2015 | Mont Sainte Anne | slalom      | 1:37.84    | -       | -             |

### Mistrzostwa Słowacji
| Miejsce | Dzień    | Rok  | Miejscowość | Konkurencja | Czas biegu | Strata  | Zwycięzca         |
| ------- | -------- | ---- | ----------- | ----------- | ---------- | ------- | ----------------- |
| 20      | 18 marca | 2010 | Jasná       | slalom      | 1:39.56    | + 10.96 | Jaroslav Babusiak |
| 3       | 20 marca | 2012 | Jasná       | slalom      | 1:34.94    | + 2.34  | Adam Zampa        |
| 5       | 21 marca | 2014 | Jasná       | slalom      | 01:43.37   | + 3.47  | Adam Zampa        |

### Puchar Świata

#### Miejsca w klasyfikacji generalnej
- sezon 2012/2013: –
- sezon 2013/2014: –
- sezon 2014/2015: –
- sezon 2015/2016: -
- sezon 2016/2017: -
- sezon 2017/2018: -
- sezon 2018/2019: -
- sezon 2019/2020: -
- sezon 2020/2021: -
- sezon 2021/2022: